# Inyangani

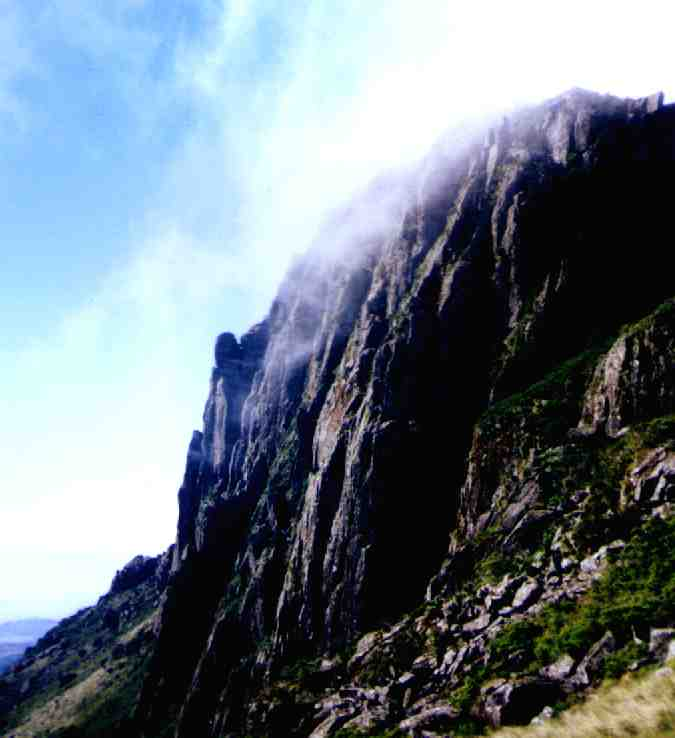
Le sommet vu depuis le sud

Le mont Inyangani (ou Nyangani) est le point culminant du Zimbabwe, avec une altitude de 2 592 m, et l'un des sommets ultra-proéminents d'Afrique. Il est situé dans l'Est du pays, au sud-est de Harare, la capitale, et au nord de Mutare, non loin de la frontière avec le Mozambique.
Plusieurs cours d'eau y prennent leur source, dont le Pungue.
L'Inyangani se trouve au cœur du parc national de Nyanga.

### Filmographie
- (en) Mysteries of Mount Inyangani, film d'Ingrid Sinclair, Zimbabwe, 1999